# Chris Weigelt
Chris Weigelt (* 10. Mai 2002) ist ein österreichisch-deutscher Fußballtorwart.

## Karriere
Weigelt begann seine Karriere beim Grazer AK. Zur Saison 2016/17 kam er in die Akademie des FC Admira Wacker Mödling, in der er fortan sämtliche Altersstufen durchlief.
Zur Saison 2019/20 kehrte er zum Zweitligisten GAK zurück. Im September 2019 stand er gegen den FC Dornbirn 1913 erstmals im Spieltagskader der Profis. Im Juni 2020 debütierte er schließlich in der 2. Liga, als er am 25. Spieltag jener Saison gegen Dornbirn in der Startelf stand. Bis Saisonende kam er noch ein weites Mal zum Einsatz. In der Saison 2020/21 absolvierte Weigelt nur eine Partie im ÖFB-Cup, in der Saison 2021/22 kam er zu drei Einsatzminuten in der 2. Liga.
Zur Saison 2022/23 wurde der Tormann an den viertklassigen SV Wildon verliehen. In der Winterpause kam er wieder zurück zu den Grazern und verließ diese im Februar 2023 zum FC Gamlitz, bei dem er jedoch nur zu einem Landesligaeinsatz brachte.
In der nachfolgenden Saison 2023/24 gehörte er dem Landesligisten SC Kalsdorf an, trat für diesen jedoch höchstens in Freundschaftsspielen in Erscheinung und spielte bei Pflichtspielpartien keine Rolle. Am Ende der Saison kam er zumindest in vier Meisterschaftsspielen der zweiten Mannschaft mit Spielbetrieb in der achtklassigen 1. Klasse Mitte zum Einsatz und wechselte in weiterer Folge zum Regionalligisten SC Weiz. Für diesen war er in der Saison 2024/25 in zwei Regionalligaspielen für die erste und in sieben Gebietsligaspielen für die zweite Mannschaft im Einsatz.